# Jan Kum
Jan Borysowycz Kum (ukr. Ян Борисович Кум; ur. 24 lutego 1976) – amerykański programista, współzałożyciel razem z Brianem Actonem komunikatora internetowego WhatsApp – wykupionej przez Facebook Inc. w lutym 2014 roku za kwotę 19 miliardów dolarów USA. 
W 2014 roku magazyn „Forbes” umieścił go na liście 400 najbogatszych Amerykanów (pozycja 62), z szacowaną wartością dóbr ponad siedmiu i pół miliarda dolarów. Był najwyżej notowanym w rankingu początkującym w liście tego roku.

## Życie i kariera
Kum urodził się w Kijowie, na Ukrainie. Jest ukraińskim Żydem. Dorastał w Fastowie pod Kijowem. W 1992 roku, w wieku 16 lat wraz z matką i babcią wyemigrował do USA. Rodzina osiadła w Mountain View w Kalifornii, gdzie dzięki programowi pomocy społecznej rodzina dostała małe dwupokojowe mieszkanie. Jego ojciec miał dołączyć do rodziny później, ale ostatecznie pozostał na Ukrainie. Matka Kuma początkowo pracowała jako opiekunka do dzieci, podczas gdy Jan pracował jako woźny w sklepie spożywczym. W wieku 18 lat zainteresował się programowaniem. Został przyjęty na Uniwersytet Stanowy San Jose i jednocześnie pracował w „Ernst & Young” jako tester bezpieczeństwa.
W 1997 roku Jan Kum został przyjęty do pracy w Yahoo jako inżynier infrastruktury, wkrótce po tym, jak spotkał Briana Actona (w tym okresie pracował jeszcze w „Ernst & Young” jako tester oprogramowania). Przez następne dziewięć lat pracowali razem w Yahoo. We wrześniu 2007 roku Kum i Acton odeszli z firmy i zrobili sobie rok przerwy podróżując po Ameryce Południowej i grając w ultimate frisbee. Obaj bez powodzenia aplikowali o pracę w Facebooku (FB). W styczniu 2009 roku Jan Kum kupił iPhone'a i zrozumiał, że działający wówczas zaledwie siedem miesięcy AppStore zapoczątkuje zupełnie nową branżę aplikacji mobilnych. Odwiedził Alexa Fishmana, swego przyjaciela, z którym przez wiele godzin omawiali pomysł Kuma na aplikację. Kum niemal od razu wybrał nazwę WhatsApp, ponieważ to brzmiało jak „co słychać” (ang. what's up). Tydzień później w urodziny Kuma 24 lutego 2009 r., zarejestrowano w stanie Kalifornia firmę spółkę akcyjną WhatsApp.
WhatsApp szybko zyskiwało popularność, co zwróciło uwagę Facebooka. Jego założyciel, Mark Zuckerberg po raz pierwszy zwrócił się do Kuma wiosną 2012 roku. Początkowo spotykali się w kawiarni w Los Altos, w Kalifornii. Następnie rozpoczęła się seria kolacji i spacerów po wzgórzach nad Doliną Krzemową.
9 lutego 2014 w czasie kolacji Zuckerberg oficjalnie zaproponował Kumowi zakup firmy a jemu samemu wejście do zarządu Facebooka. 10 dni później Facebook poinformował o przejęciu WhatsApp za 19 miliardów dolarów.
2 lata później Jan sprzedał akcje FB o wartości przeszło 2,4 mld USD (co stanowiło ponad połowę jego udziałów). Pół roku po odejściu z FB Briana Actona, w kwietniu 2018 Kum ogłosił odejście z zarządu FB i zapowiedział odejście z WhatsApp z powodu konfliktu z resztą zarządu o łamanie prywatności użytkowników komunikatora.

## Życie osobiste
W lutym 1996 roku, sąd stanowy w San Jose, Kalifornii wydał mu zakaz zbliżania się do byłej dziewczyny. Po sprzedaży WhatsApp upubliczniła ona szczegóły sprawy, gdy Kum miał jej słownie i fizycznie grozić. Kum odpowiedział na oskarżenie słowami: „Wstydzę się tego, w jaki sposób się zachowałem. Jestem również zawstydzony, że moje zachowanie zmusiło ją do podjęcia czynności prawnych”.
Nie lubi być określany przedsiębiorcą, bowiem jego zdaniem motywacją przedsiębiorców jest jedynie zysk, podczas gdy jemu tworząc WhatsApp zależało na stworzeniu dobrego produktu.

## Filantropia
W 2014 przekazał 556 milionów organizacji charytatywnej Silicon Valley Community Foundation. W tym samym roku fundacja wspierająca rozwój systemu operacyjnego, FreeBSD, na którym założyciele WhatsApp oparli jego infrastrukturę, otrzymała wsparcie w wysokości 1 milion USD. W 2016 ponownie – za pośrednictwem rodzinnej fundacji – wsparł Fundację FreeBSD kwotą pół miliona dolarów, ponawiając darowiznę rokrocznie w kwocie 250 tysięcy USD w latach 2018–2021.
W 2022 Kum przekazał 2 miliony dolarów na rzecz AIPAC, organizacji lobbystycznej wspierając jej zaangażowanie w prawybory Partii Demokratycznej.